# JFE千葉西発電所
JFE千葉西発電所（ジェイエフイーちばにしはつでんしょ）は、千葉県千葉市中央区川崎町1にある火力発電所。

## 概要
川崎製鉄千葉製鉄所（当時）の発電所として西工場に1、2号機が建設され、1977年6月に1号機が運転を開始した。その後3号機が増設、更に東工場にコンバインドサイクル発電方式採用のコンバインド発電所が建設された。
2011年1月14日には1号機を廃止、2号機を予備機とし、4号機を新設、コンバインド発電所を千葉西発電所へ移設し5号機とする計画が発表され、2015年7月10日に4号機が営業運転を開始した。

## 発電設備
- 総出力：53.6万kW
- 認可出力：45.3万kW

2号機（予備機）
発電方式：汽力発電方式
定格出力：8.3万kW
使用燃料：高炉ガス、コークス炉ガス、転炉ガス、都市ガス、LPG
営業運転開始：1977年9月
3号機
発電方式：汽力発電方式
定格出力：13.8万kW
使用燃料：高炉ガス、コークス炉ガス、転炉ガス、都市ガス
営業運転開始：1984年4月
4号機
発電方式：コンバインドサイクル発電方式
定格出力：16.6万kW
　ガスタービン： × 1軸
　蒸気タービン： × 1軸
使用燃料：高炉ガス、コークス炉ガス、転炉ガス、都市ガス
営業運転開始：2015年7月10日
JFEコンバインド発電所（移設予定→5号機）
発電方式：コンバインドサイクル発電方式
定格出力：14.9万kW*
　ガスタービン：9.2万kW × 1軸
　蒸気タービン：6.1万kW × 1軸
使用燃料：高炉ガス、コークス炉ガス、転炉ガス
営業運転開始：1987年12月
2017年1月に移設、5号機として運転開始予定
* 合計して最大14.9万kWとなるよう運転される。

### 廃止された発電設備
1号機（廃止）
発電方式：汽力発電方式
定格出力：8.3万kW
使用燃料：高炉ガス、コークス炉ガス、転炉ガス、都市ガス、LPG
営業運転期間：1977年6月 - 2015年7月